# Чемпіонат Німеччини з хокею 1927
Чемпіонат Німеччини з хокею 1927 — 11-й регулярний чемпіонат Німеччини з хокею, чемпіоном став клуб СК Ріссерзеє.
Матчі чемпіонату проходили 15 та 16 січня 1927 року, але через погодні умови матчі перенесли на 5 та 6 лютого того ж року. Таким чином чемпіонат проходив через тиждень після чемпіонату Європи, чинний чемпіон СК Берлін (складав основу збірної Німеччини) відмовився від участі у чемпіонаті.

## Попередній етап
- ХК Фюссен — Мюнхенер ЕВ 4:3

## Півфінали
- СК Шарлоттенбург — ХК Фюссен 5:3
- СК Ріссерзеє — ХК Штутгарт 24:0

## Фінал
- СК Ріссерзеє — СК Шарлоттенбург 2:1

## Склад чемпіонів
Склад СК Ріссерзеє: Маттіас Ліс, Ганс Шмід, Франц Крейзель, Алекс Грубер, Рау, Мартін Шрьотлле, Марквард Слевогт, Фріц Раммелмайр.